# ميخائيل إي. كاسيدي
ميخائيل إي. كاسيدي (بالإنجليزية: Michael E. Cassidy)‏ هو سياسي أمريكي، ولد في 15 سبتمبر 1955. حزبياً، نشط في الحزب الديمقراطي. وقد انتخب عضو مجلس نواب بنسيلفانيا.